# داریوش شوبرت
داریوش شوبرت (لهستانی: Dariusz Szubert؛ زادهٔ ۳۱ اکتبر ۱۹۷۰) بازیکن فوتبال اهل لهستان بود.
از باشگاه‌هایی که در آن بازی کرده‌است می‌توان به باشگاه فوتبال سن پائولی، باشگاه فوتبال ویدزف ووچ، و باشگاه فوتبال زوریخ اشاره کرد.
وی همچنین در تیم ملی فوتبال لهستان بازی کرده‌است.
وی در مسابقات کشوری و بین‌المللی در مجموع برندهٔ ۱ مدال نقره شده‌است.